# Sericochroa reticulata
Sericochroa reticulata är en fjärilsart som beskrevs av Paul Thiaucourt. Sericochroa reticulata ingår i släktet Sericochroa och familjen tandspinnare. Inga underarter finns listade i Catalogue of Life.